# Television i Albanien
Television i Albanien är en relativt ung företeelse, de första reguljära sändningarna inleddes 1971 i staden Durrës. Det statsfinansierade radio- och TV-bolaget heter RTSH (RadioTelevizioni Shqiptar). RTSH är sedan 1999 medlem i EBU. Sedan 1990-talet finns även konkurrens från privata aktörer, till exempel TV Klan och TV Arberia. Dessutom kan grekisk och italiensk TV tas in på flera håll i landet. 